# Krumscheid (Asbach)
Krumscheid ist ein Ortsteil der Ortsgemeinde Asbach im Landkreis Neuwied im nördlichen Rheinland-Pfalz. Der Ort ist landwirtschaftlich geprägt.

## Geographie
Das Dorf liegt im Niederwesterwald östlich des Hauptortes Asbach auf einer Anhöhe oberhalb und westlich des Mehrbachs. Im Norden grenzt Krumscheid an die Ortsgemeinde Hirz-Maulsbach und im Osten an die Ortsgemeinde Kescheid, die beide im Landkreis Altenkirchen liegen. Der Ort ist über die Kreisstraße 64 mit den Asbacher Ortsteilen Sessenhausen und Altenhofen verbunden.

## Geschichte
In der ersten urkundlichen Erwähnung wird 1496 ein zum Besitz der Herren von Ehrenstein gehörender Hof mit 14 Morgen Land und drei Morgen Wiese genannt. Im Jahr 1582 hatte auch das Kloster Ehrenstein in Krumscheid einen Hof. Landesherrlich gehörte Krumscheid seit dem Mittelalter zum Kurfürstentum Köln und zum Amt Altenwied und war Teil der „Honnschaft Schöneberg“. Der im Nordosten liegende Hirzbach und der im Osten liegende Mehrbach bildete die Grenze zwischen Kurköln und der Grafschaft Sayn. Nach einer 1660 vom Kölner Kurfürsten Maximilian Heinrich angeordneten Bestandsaufnahme hatte Krumscheid vier Höfe.
Nachdem das Rheinland 1815 zu Preußen gekommen war, gehörte Krumscheid zur Gemeinde Schöneberg im damals neu gebildeten Kreis Neuwied und wurde zunächst von der Bürgermeisterei Neustadt und ab 1823 von der Bürgermeisterei Asbach verwaltet. Nach einer Volkszählung aus dem Jahr 1885 hatte Krumscheid 92 Einwohner, die in 24 Häusern lebten.
Bis 1974 gehörte Krumscheid zu der bis dahin eigenständigen Gemeinde Schöneberg. Aus ihr und den gleichzeitig aufgelösten Gemeinden Asbach und Limbach sowie einem Teil der Gemeinde Elsaff wurde am 16. März 1974 die Ortsgemeinde Asbach neu gebildet. 1987 zählte Krumscheid 88 Einwohner.